# Капустін Яків Федорович
Яків Федорович Капустін (1904, село Міхеєво Тверської губернії, тепер Тверської області, Російська Федерація — розстріляний 1 жовтня 1950, Левашовська пустка біля міста Ленінграда, тепер Санкт-Петербурга, Російська Федерація) — радянський партійний діяч, 2-й секретар Ленінградського міського комітету ВКП(б). Депутат Верховної Ради СРСР 2-го скликання (1946—1949).

## Біографія
Народився в селянській родині. З 1923 року працював землекопом на Волховбуді. У 1925—1926 роках — клепальник заводу «Красный путиловец» міста Ленінграда.
З 1926 до 1928 року служив у Червоній армії.
Член ВКП(б) з 1927 року.
Навчався на робітничому факультеті. У 1934 році закінчив Ленінградський індустріальний (політехнічний) інститут.
У 1934—1938 роках — старший майстер цеху, технолог Кіровського заводу міста Ленінграда. З 1935 до 1936 року перебував на стажуванні з виробництва парових турбін у Великій Британії.
У 1938—1939 роках — секретар партійного комітету, парторг ЦК ВКП(б) на Кіровському заводі міста Ленінграда.
У 1939—1940 роках — секретар Кіровського районного комітету ВКП(б) міста Ленінграда.
У 1940 — 17 січня 1945 року — 3-й секретар Ленінградського міського комітету ВКП(б). У 1941 році — уповноважений Державного комітету оборони СРСР із евакуації підприємств Ленінграда, член Військової ради Ленінградського фронту.
17 січня 1945 — 22 лютого 1949 року — 2-й секретар Ленінградського міського комітету ВКП(б).
З квітня до липня 1949 року — слухач Вищої партійної школи при ЦК ВКП(б). У липні 1949 року відрахований із ВПШ при ЦК ВКП(б).
23 липня 1949 року заарештований по «Ленінградській справі», звинувачений у зв'язках з англійською розвідкою. Виключений із ВКП(б). 30 вересня 1950 року засуджений до смертної кари, розстріляний наступного дня в Левашовській пустці біля міста Ленінграда. 
Посмертно реабілітований в 1954 році. У 1988 році посмертно поновлений в членах КПРС.

## Нагороди
- два ордени Леніна (15.04.1939)
- орден Червоної Зірки
- медалі